# Garris
Garris, in lingua basca Garruze, è un comune francese di 297 abitanti situato nel dipartimento dei Pirenei Atlantici nella regione della Nuova Aquitania.

## Società

### Evoluzione demografica
Abitanti censiti